# Exampithoe (Melanesius) latibasis
Exampithoe (Melanesius) latibasis is een vlokreeftensoort uit de familie van de Ampithoidae. De wetenschappelijke naam van de soort is voor het eerst geldig gepubliceerd in 2004 door Appadoo & Myers.